# Warcraft III: The Frozen Throne
Warcraft III: The Frozen Throne ist eine Computerspiel-Erweiterung für Warcraft III: Reign of Chaos, die Anfang Juli 2003 veröffentlicht wurde. Sie wurde von Blizzard Entertainment entwickelt und selbst veröffentlicht.

## Spielprinzip

### Neuerungen
Jedem Volk wurde ein weiterer Held hinzugefügt, der dem Spieler im Einzel- und Mehrspieler-Modus mehr taktische Möglichkeiten gibt. Außerdem wurden „neutrale Helden“ hinzugefügt, die auf manchen Karten in einem ebenfalls neuen Gebäude namens „Taverne“ angeheuert werden können. Die neutralen Helden haben keine Ausbildungsdauer, allerdings können sie frühestens 135 Sekunden nach Spielstart angeheuert werden; das entspricht in etwa der Zeit, die die Ausbildung eines „normalen Helden“ dauert. Neu ist auch eine fünfte Fraktion: Die Naga. Diese schlangenartigen Seekreaturen sind allerdings nur in einigen speziellen Missionen der Kampagne spielbar. Es wurden auch Schiffe sowie amphibische Einheiten hinzugefügt. Dies ermöglichte die Entwicklung vieler weiterer Modifikationen.

## Handlung
Die Handlung des Erweiterungssets ist in drei Kapitel eingeteilt. Zusätzlich gibt es noch ein Extra-Kapitel, in dem man maximal einen kleineren Trupp Einheiten und Helden kontrolliert. In der Verkaufsversion ist nur der erste Akt enthalten, die weiteren beiden kann man kostenlos durch offizielle Patches erhalten.
Während die Armeen der Menschen und der Orcs sowie ihre Verbündeten sich von den Kämpfen gegen die Brennende Legion erholten, schlachtete der zum Todesritter gewordene Arthas Menethil die Einwohner der östlichen Königreiche Azeroths im Namen der Geißel ab. Doch es bildeten sich neue Truppen, die Arthas und seine Handlanger besiegen wollten: die Banshee. Sylvanas Windläufer rebellierte, um eine als „die Verlassenen“ bekannte Splitterfraktion der Untoten zu bilden, und der dämonisch verderbte Nachtelf Illidan Sturmgrimm schickte seine Truppen auf den eisigen Kontinent Nordend, um den Lichkönig anzugreifen. Arthas eilte seinem Herrn zu Hilfe und besiegte Illidan, der nach einer schmachvollen Niederlage in die Scherbenwelt floh. Da er sich nun endlich in unmittelbarer Nähe des Machtzentrums der Geißel befand, tat Arthas das Unfassbare und verschmolz seinen Geist mit dem des Lichkönigs.
Sturm der Gezeiten: Das erste Kapitel der Erweiterung dreht sich um die Nachtelfe Maiev und ihre Jagd nach dem Verräter Illidan. Dieser hat inzwischen einen Pakt mit den Dämonen und dem schlangenartigen Seevolk der Naga geschlossen. Maiev erhält auf ihrer Jagd Unterstützung von Tyrande und Malfurion, den Protagonisten der Nachtelfenkampagne des Vorgängers.
Fluch der Blutelfen: Im zweiten Kapitel übernimmt der Spieler die Kontrolle über den Elfenprinz Kael und seine Gefolgsleute. Nachdem die Untoten im vorigen Teil das Reich der Hochelfen vernichtet haben, bezeichnen sich die Überlebenden nun als Blutelfen und werden von einem schrecklichen Hunger nach Magie geplagt. Kael führt sein Volk aus der Allianz und in eine ferne Welt, wo er sich mit Illidan, den Naga und ihren Dämonenherren verbündet.
Erbe der Verdammten: Das letzte Kapitel dreht sich um einen Bürgerkrieg im Reich der Untoten. Die untote Elfe Sylvanas zettelt eine Revolution gegen Arthas an und muss sich anschließend mit den dämonischen Herren der brennenden Legion herumschlagen. Währenddessen reist Arthas in den Norden, um seinen Gebieter, den Lich-König, vor Illidan und seinen Gefolgsleuten zu bewahren. In diesem Kapitel spielt der Spieler abwechselnd Missionen mit Sylvanas und mit Arthas.
Bonus-Kapitel: Die Gründung von Durotar: Die Ork-Kampagne des Erweiterungssets legt besonders stark Wert auf Rollenspielelemente: Der Spieler übernimmt die Kontrolle über eine kleine Gruppe an Helden und Einheiten anstatt über eine ganze Stadt. Die Handlung der drei Bonus-Missionen dreht sich um die Expansion der Orks in Kalimdor und einen erneuten Krieg gegen die Menschen.

## Rezeption
4Players bewertete positiv, dass sich sämtliche Neuerungen in das Grundkonzept einfügen und es sinnvoll erweitern. Der Mehrspieler-Modus sei fair ausbalanciert und die Einzelspielerkampagne abwechslungsreich. Die 3D-Modelle besäßen jedoch teils eine geringe Polygondichte. GameStar merkte an, dass der Schwierigkeitsgrad sei in den späteren Missionen teils sehr hoch und verlange vom Spieler viel Multitasking ab. Mit der Kampagne der Orks wird das Genre gebrochen und ein exzellentes Rollenspiel geboten. Für PC Games zeichne es sich durch die hohe Abwechslung aus. PC Action attestierte, dass es sich um ein Meisterwerk handele. Lediglich das Fehlen einer frei drehbaren Kamera wurde kritisiert.